# Christopher Hansteen
Christopher Hansteen (Oslo, 26 settembre 1784 – Oslo, 11 aprile 1873) è stato un geofisico, astronomo e fisico norvegese, conosciuto per la sua mappatura del campo magnetico terrestre.

## Biografia
Era il figlio di Johannes Mathias Hansteen (1744-1792), e di sua moglie, Anne Cathrine Treschow (1754-1829). Era il fratello minore della scrittrice Conradine Birgitte Dunker, e attraverso di lei era lo zio di Bernhard Dunker e Vilhelmine Ullmann e prozio di Mathilde Schjøtt, Ragna Nielsen e Viggo Ullmann. Sua madre era una cugina di primo grado di Niels Treschow.

## Carriera
L'intenzione era che Hansteen diventasse un ufficiale di marina, ma dal momento che suo padre morì quando Hansteen era giovane, questo piano non si concretizzò. Frequentò, invece, la Oslo Cathedral School il cui preside era Niels Treschow. Nel 1803 si iscrisse presso l'Università di Copenaghen, dove, inizialmente, studiò legge. In seguito si interessò di più alla matematica. Era stato anche ispirato dalle lezioni di Hans Christian Ørsted.
Fu assunto come precettore di un giovane nobile, Niels Rosenkrantz von Holstein, che viveva a Sorø. Qui, incontrò la sua futura moglie, Johanne Cathrine Andrea Borch, una figlia del professor Abraham Caspar Borch. Nel 1806 fu assunto come insegnante di matematica nel Ginnasio di Frederiksborg.
Nel 1807 Hansteen iniziò le indagini sul magnetismo terrestre. La sua prima pubblicazione scientifica venne stampata sul Journal de Physique. Nel 1813 gli fu data una borsa di studio da parte dell'Università di Christiania, con la promessa di una cattedra presso l'università. Dopo aver sposato Johanne Cathrine Andrea Borch nel maggio 1814, partirono per la Norvegia in estate. A causa della campagna svedese contro la Norvegia nel 1814, scelsero di viaggiare per mare, ma furono minacciati da una nave corsara svedese e sequestrati da una fregata britannica. Raggiunsero la Norvegia cinque giorni dopo e si stabilirono a Pilestredet.
Lavorando come docente dal 1814, nel 1816 Hansteen venne promosso a professore di astronomia e matematica applicata. Nel 1819 pubblicò un il volume di ricerche sul magnetismo terrestre, tradotto in tedesco. Nel 1822 cofondò iil primo giornale norvegese sulle scienze naturali, Magazin per Naturvidenskaberne, ricoprendo la carica di redattore-capo per otto anni.
Nel corso delle sue ricerche viaggiò molto: nel 1828-1830 intraprese, in compagnia di Georg Adolf Erman e con la collaborazione della Russia, una missione finanziata dal governo Western Siberia. Poco dopo il suo ritorno dalla missione, nel 1833, Hansteen si trasferì con la famiglia in un osservatorio, che era stato realizzato dai disegni dell'architetto Christian Heinrich Grosch. Un osservatorio magnetico è stato aggiunto nel 1839.
Dal 1835 al 1838 pubblicò libri di testo sulla geometria e sulla meccanica.

## Morte
Nel 1861 si ritirò dal lavoro attivo, ma comunque proseguì gli studi. Egli lasciato la carica di direttore osservatorio nel 1861, ma continuò come redattore della almanacco norvegese fino al 1863 e come direttore della Norwegian Mapping Authority fino al 1872.
Sua moglie morì nel 1840. La loro figlia Aasta Hansteen divenne un'attivista dei diritti delle donne. Era il bisnonno paterno di Kristofer Hansteen e Edvard Heiberg Hansteen. Morì l'11 aprile 1873 a Oslo, ed è sepolto a Gamle Aker Kirkegård.